# Tiarajudens eccentricus
Tiarajudens eccentricus è un tetrapode erbivoro estinto appartenente ai terapsidi, noti anche come "rettili-mammiferi". Visse nel Permiano medio (Capitaniano, circa 260 milioni di anni fa) e i suoi resti fossili sono stati ritrovati in Brasile. È noto per i suoi canini superiori lunghissimi, a forma di sciabola. 

## Descrizione
Questo animale è conosciuto per un cranio quasi completo, corto e robusto, che doveva misurare 22,5 centimetri. La caratteristica più evidente di Tiarajudens era data da due grandi denti simili a canini, lunghi e acuminati, che sporgevano dalla mascella. Questi "canini" erano molto diversi da quelli presenti in animali simili (i dicinodonti), ed erano accompagnati a una serie di ventuno denti dalla corona alta presenti in ciascun lato della mascella, compresi incisivi a forma di cucchiaio. Erano presenti anche ampi denti sul palato. Le serie di denti di mascella e mandibola andavano a incastrarsi perfettamente una volta che la bocca era chiusa, così come avviene nei mammiferi, e permettevano a Tiarajudens di masticare piante. La taglia dell'animale in vita doveva essere simile a quella di un cinghiale.

## Scoperta e classificazione
Questo animale è stato descritto per la prima volta nel 2011 sulle pagine della rivista Science. I resti di Tiarajudens sono stati ritrovati in rocce risalenti al Permiano medio nella regione brasiliana di Rio Grande do Sul. I paleontologi trovarono la località usando fotografie satellitari da Google Earth; la località è stata identificata come una zona di colore chiaro all'interno di un'area densamente ricca di vegetazione. Il grado di erosione e il colore delle rocce furono un indicatore dell'età della località e, quindi, della probabilità di ritrovare fossili.
Tiarajudens (il cui nome significa "dente di Tiarajù") possiede caratteristiche craniche che lo collocano tra gli anomodonti, un gruppo di terapsidi dal cranio corto e dalla dentatura specializzata, di abitudini erbivore. Tiarajudens, tuttavia, possedeva denti caniniformi unici tra gli anomodonti. Sembra che tra i più stretti parenti di Tiarajudens vi fossero animali come Anomocephalus, uno degli anomodonti più basali ("primitivi"). 

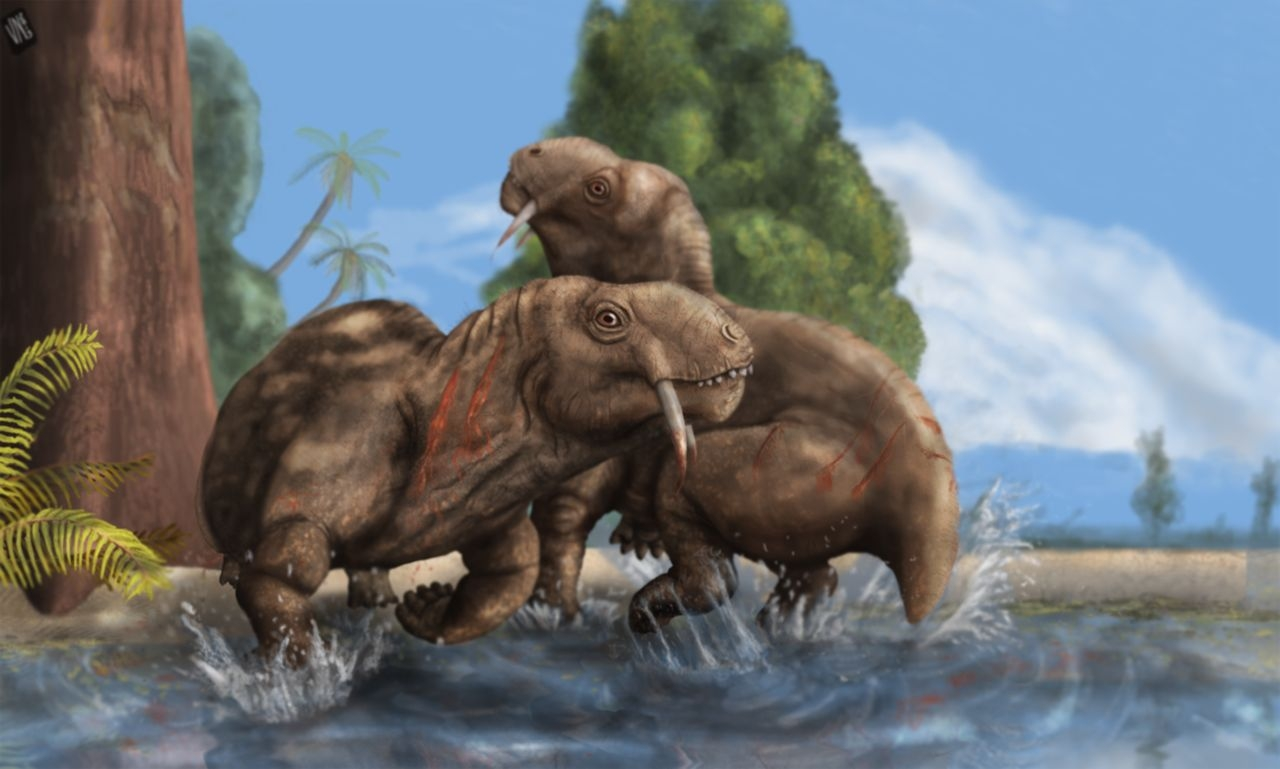
Possibile comportamento con scontro intraspecifico di Tiarajudens

## Paleoecologia
I denti a sciabola di Tiarajudens sono unici tra gli anomodonti, e nonostante la forma appuntita non indicano una dieta carnivora. Gli altri denti, infatti, indicano che la dieta dell'animale era erbivora. Tiarajudens deve essere stato uno dei più antichi erbivori a possedere denti a sciabola; precedentemente si pensava che i più antichi erbivori dotati di questa caratteristica fossero grandi mammiferi estinti come Titanoides, un pantodonte che viveva circa 60 milioni di anni fa. I denti di Tiarajudens erano ancora più grandi di quelli di Inostrancevia, uno dei più grandi predatori del Permiano, appartenente ai gorgonopsi, un gruppo caratterizzato da grandi canini. È probabile che Tiarajudens utilizzasse questi canini come una difesa contro i predatori, o forse in scontri intraspecifici; mammiferi viventi come i moschi (gen. Moschus) o i traguli (gen. Hyaemoschus), provvisti di canini lunghi, li utilizzano in un modo simile. I denti palatali erano larghi e si intersecavano fra loro, un adattamento a consumare dure piante fibrose. Questa diversità nella forma dei denti, nota come eterodonzia, è comune nei mammiferi; gran parte dei terapsidi permiani era sprovvista di eterodonzia, e Tiarajudens potrebbe rappresentare uno dei primi terapsidi eterodonti.